# Espace François-Mitterrand (Château-Chinon)
Pour les articles homonymes, voir Espace François-Mitterrand et Mitterrand (homonymie).
L'espace François-Mitterrand est un parc arboré de chênes et un lieu de mémoire allégorique dédié à l'ancien homme politique et président de la République française François Mitterrand (1916-1996) à Château-Chinon dans le Morvan en Bourgogne-Franche-Comté.

## Historique
Durant la Seconde Guerre mondiale, après avoir été prisonnier de guerre en particulier au Stalag IXA de Ziegenhain en Allemagne puis s’être évadé le 15 décembre 1941, Mitterrand forme à partir de 1942 son réseau de résistance intérieure française, le rassemblement national des prisonniers de guerre / mouvement national des prisonniers de guerre et déportés (François Mitterrand pendant la Seconde Guerre mondiale).

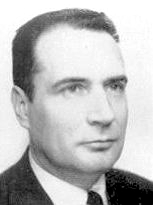
François Mitterrand en 1959.

En 1944 alors qu'il dirige son réseau de résistance en Bourgogne sous le nom de code « François Morland », il rencontre sa future épouse Danielle Gouze, résistante dans son réseau âgée de 17 ans et habitante de Cluny. Ils se réfugient à l'hôtel Au Vieux Morvan de Château-Chinon, puis se marient à la libération en 1944.
À partir de 1946, Mitterrand entreprend le rituel symbolique de l'ascension de la roche de Solutré près de Mâcon en mémoire de ses années de résistance en Bourgogne. Cette même année, des amis résistants tels qu'Henri Queuille et le PDG fondateur de L'Oréal Eugène Schueller le convainquent de se présenter dans la Nièvre avec l'aide d'importants réseaux d'anciens amis résistants locaux et nationaux influents. Il devient à 30 ans le plus jeune ministre de France en tant que ministre des Anciens combattants et des Victimes de guerre en 1947. Il est élu député de la Nièvre de 1946 à 1958 puis de 1962 à 1981, sénateur de la Nièvre de 1959 à 1962, maire de Château-Chinon de 1959 à 1981, conseiller général puis président du conseil général de la Nièvre de 1964 à 1981. Il est cofondateur de l'Académie du Morvan en 1967.
Sans domicile à Château-Chinon, Mitterrand loue lors des nombreux séjours dans la Nièvre de sa vie, la chambre 15 de son passé de résistant de l'hôtel Au Vieux Morvan, où il passe entre autres toutes ses soirées électorales, dont celle de son élection à la présidence française de 1981. Il aime contempler du haut de la colline les monts du Morvan et du Bazois.

## Musée et espace Mitterrand
Le musée du Septennat de François Mitterrand est créé en 1986, à la fin du premier mandat présidentiel de François Mitterrand, dans l'ancien couvent Sainte-Claire du XVIIIe siècle.

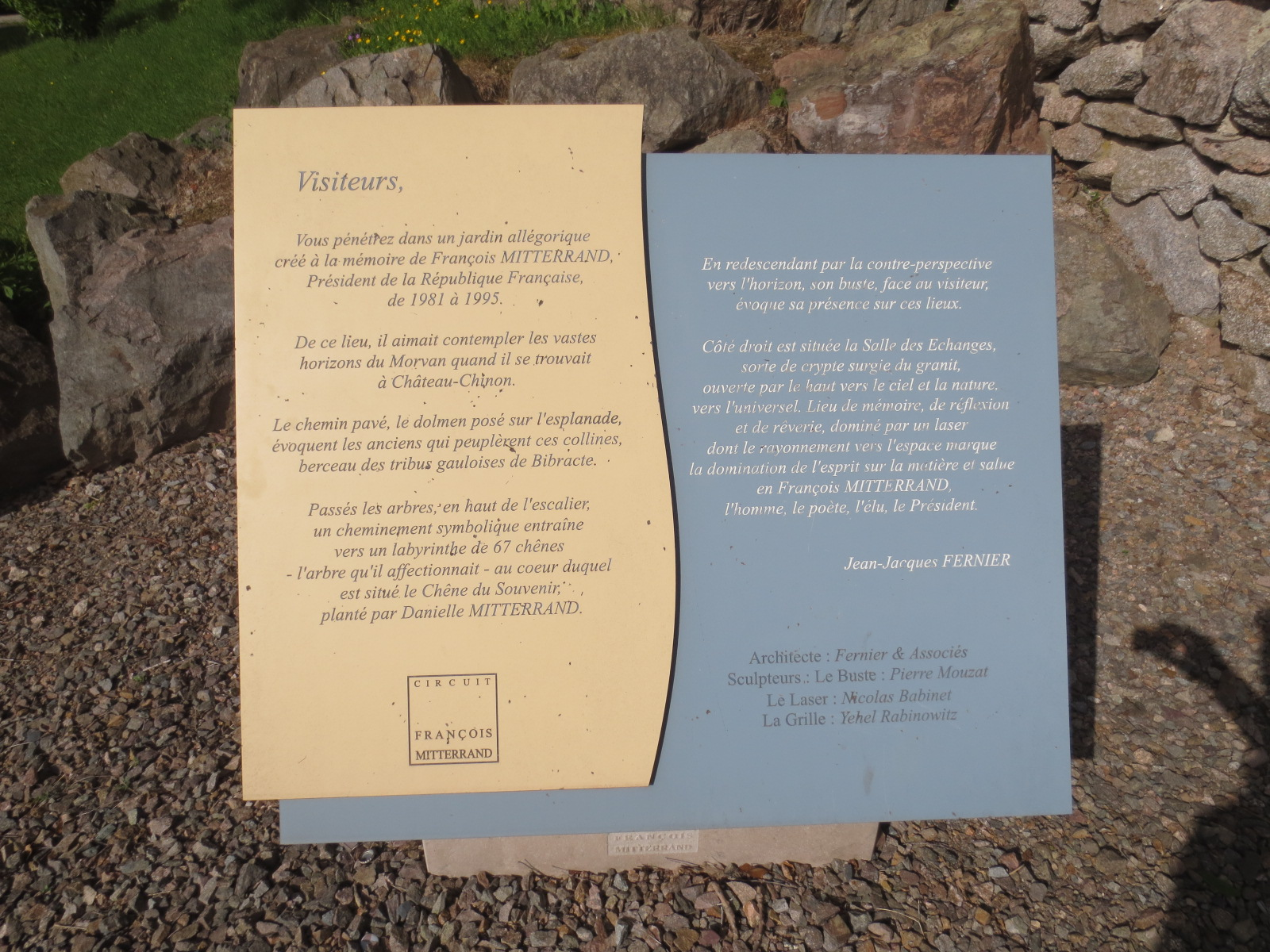
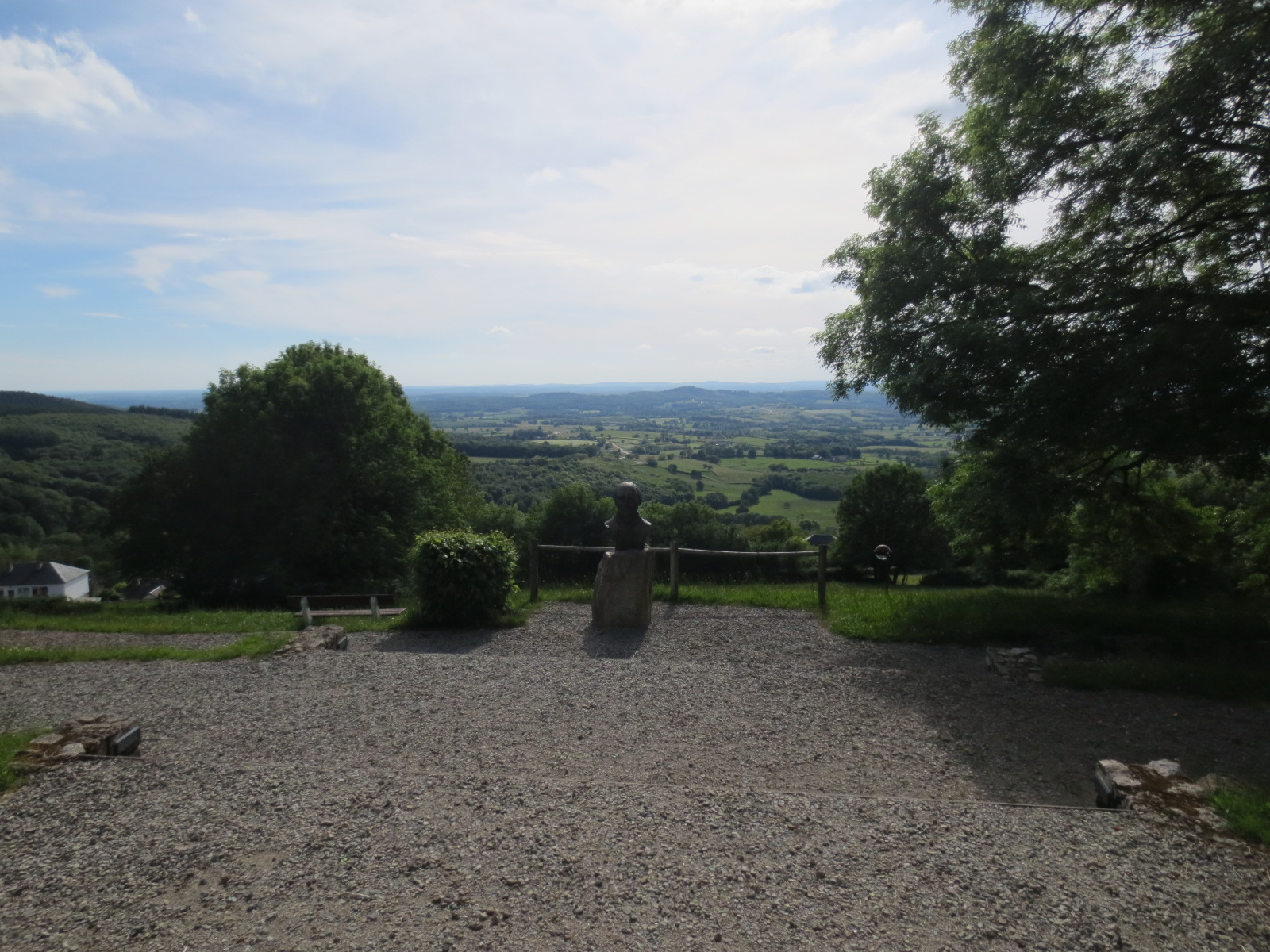
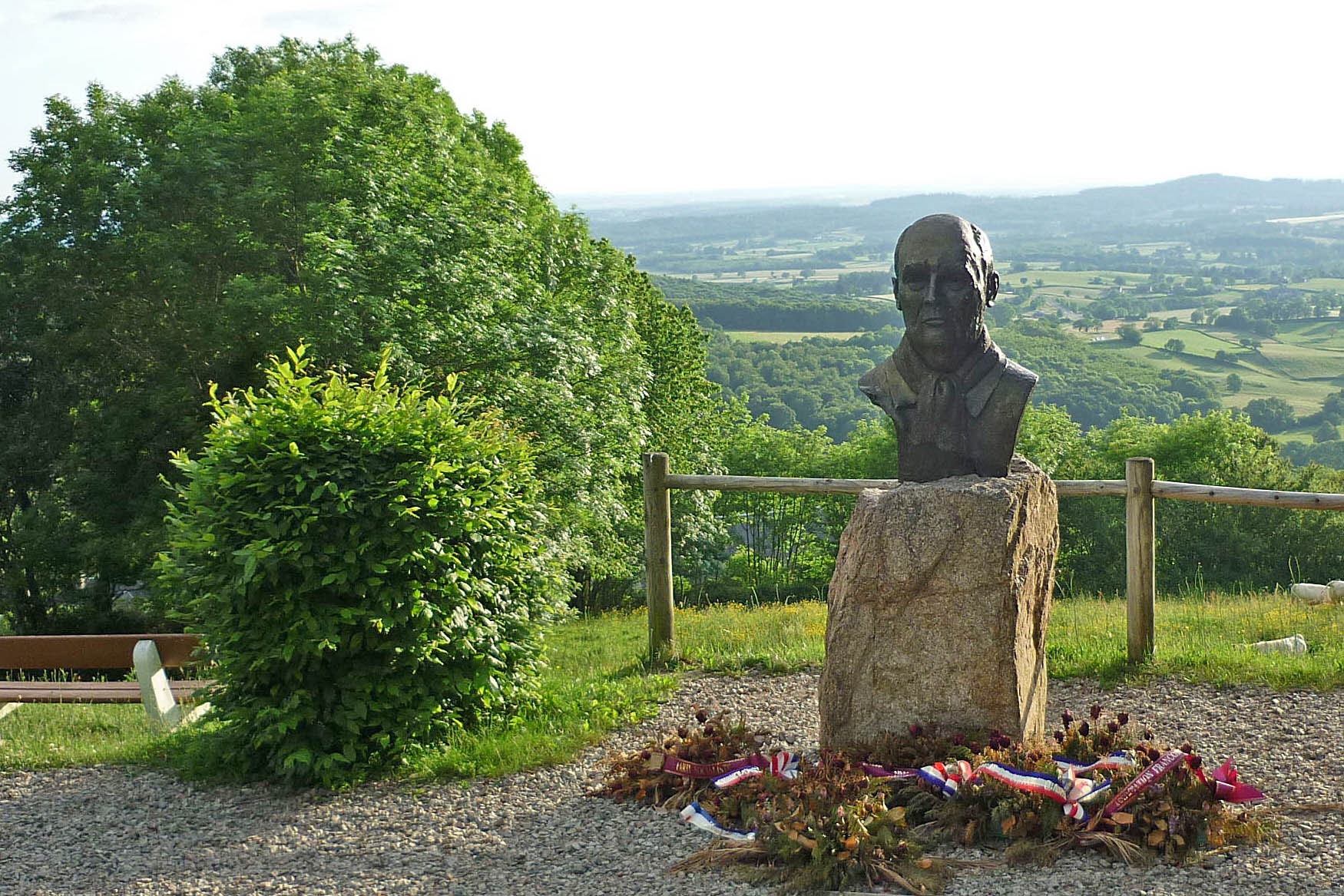
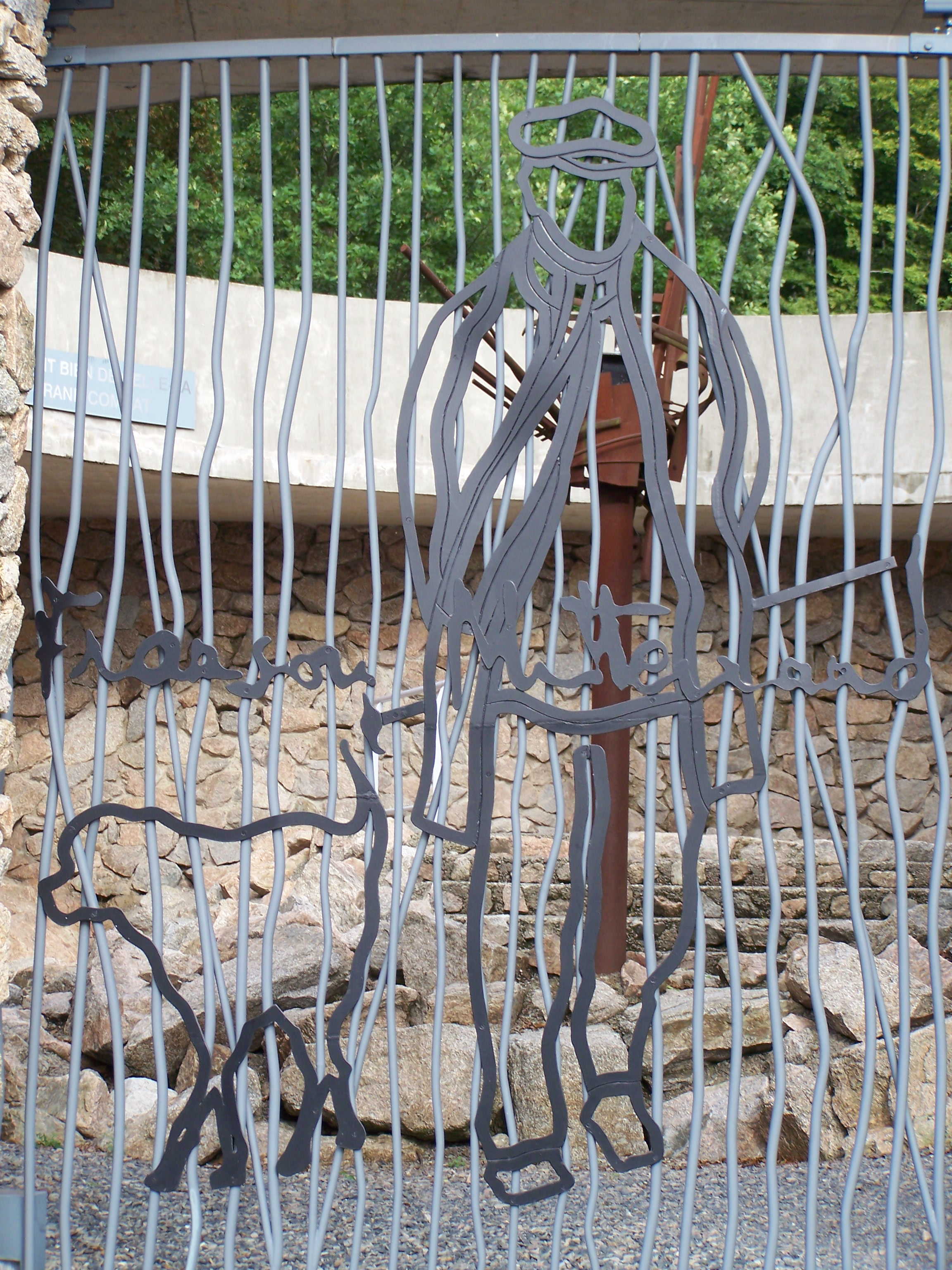

L'espace François-Mitterrand est aménagé dans une forêt de chêne, face à la plaine du Bazois, sur le circuit du chemin de promenade qui fait le tour de la colline du Calvaire, aux portes de Château-Chinon dans le parc naturel régional du Morvan. 
Le parc est constitué de symboles allégoriques :
- une plantation en massif de soixante-sept chênes (arbre symbolique qu'il affectionnait particulièrement) avec le « chêne du souvenir » au centre, planté par Danielle Mitterrand.
- la salle des Échanges, crypte avec un « laser », sculpture en métal qui symbolise la domination de l'esprit sur la matière ...
- un buste en bronze du président et sa silhouette accompagnée de sa chienne labrador Baltique sur la grille d'entrée.
- un dolmen qui symbolise l'histoire des Gaulois Éduens de la région (avec pour capitale Bibracte). En -52, durant la guerre des Gaules, le chef Vercingétorix allie son peuple Arvernes, vainqueur de Jules César au siège de Gergovie, aux Éduens à Bibracte pour aller combattre l’envahisseur romain au siège d'Alésia (première ébauche historique de l’unité nationale française selon Mitterrand).

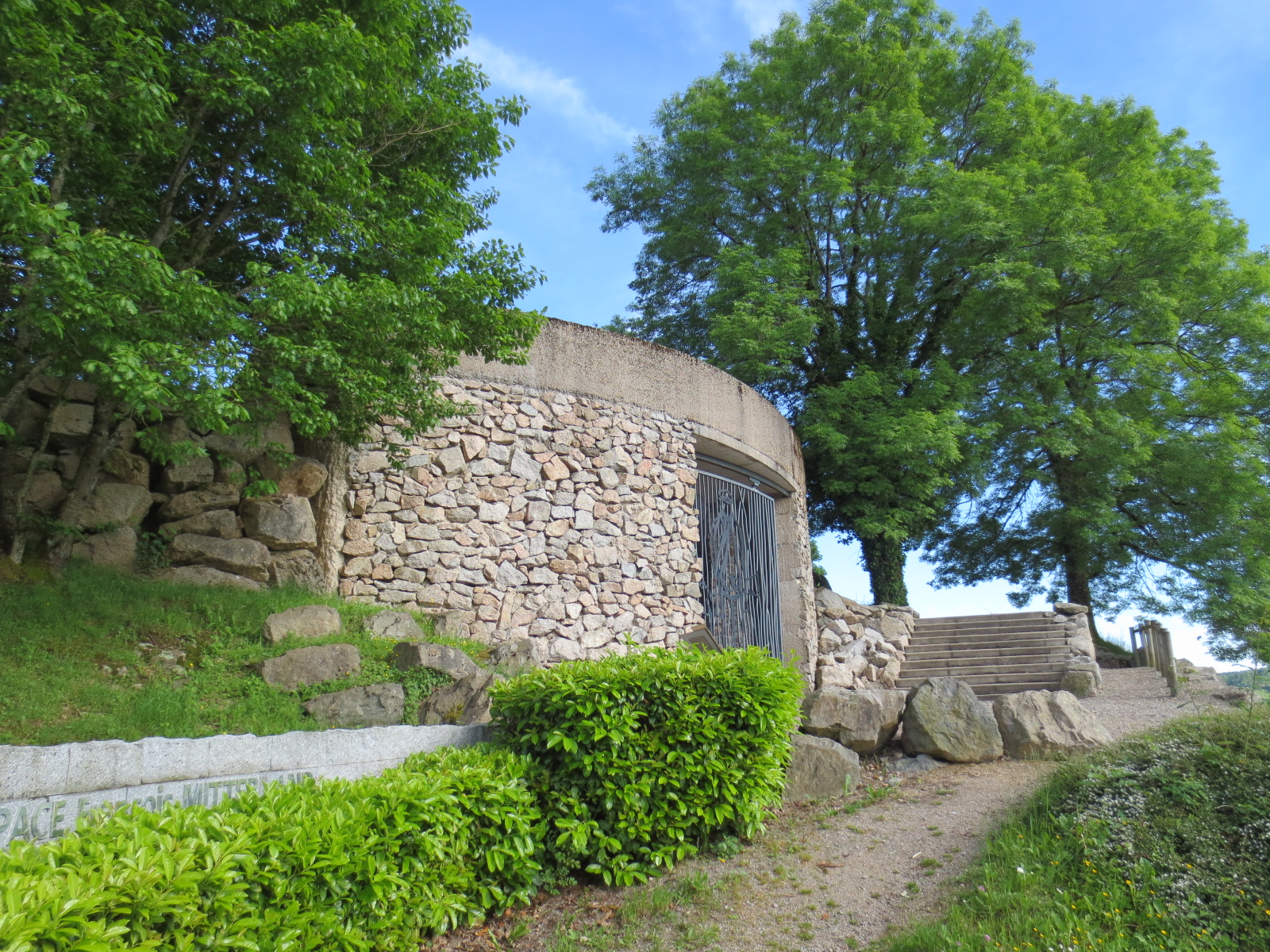
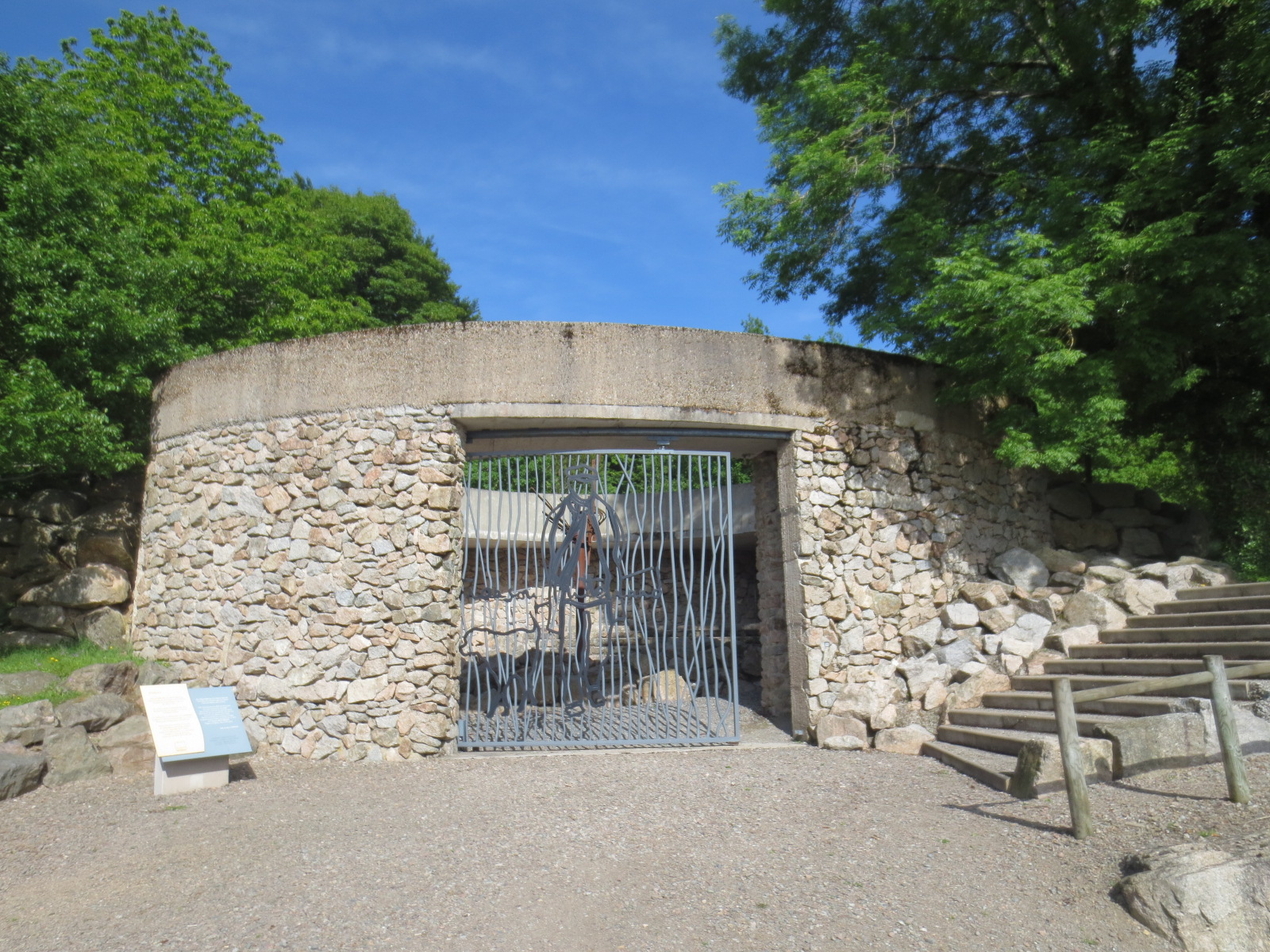
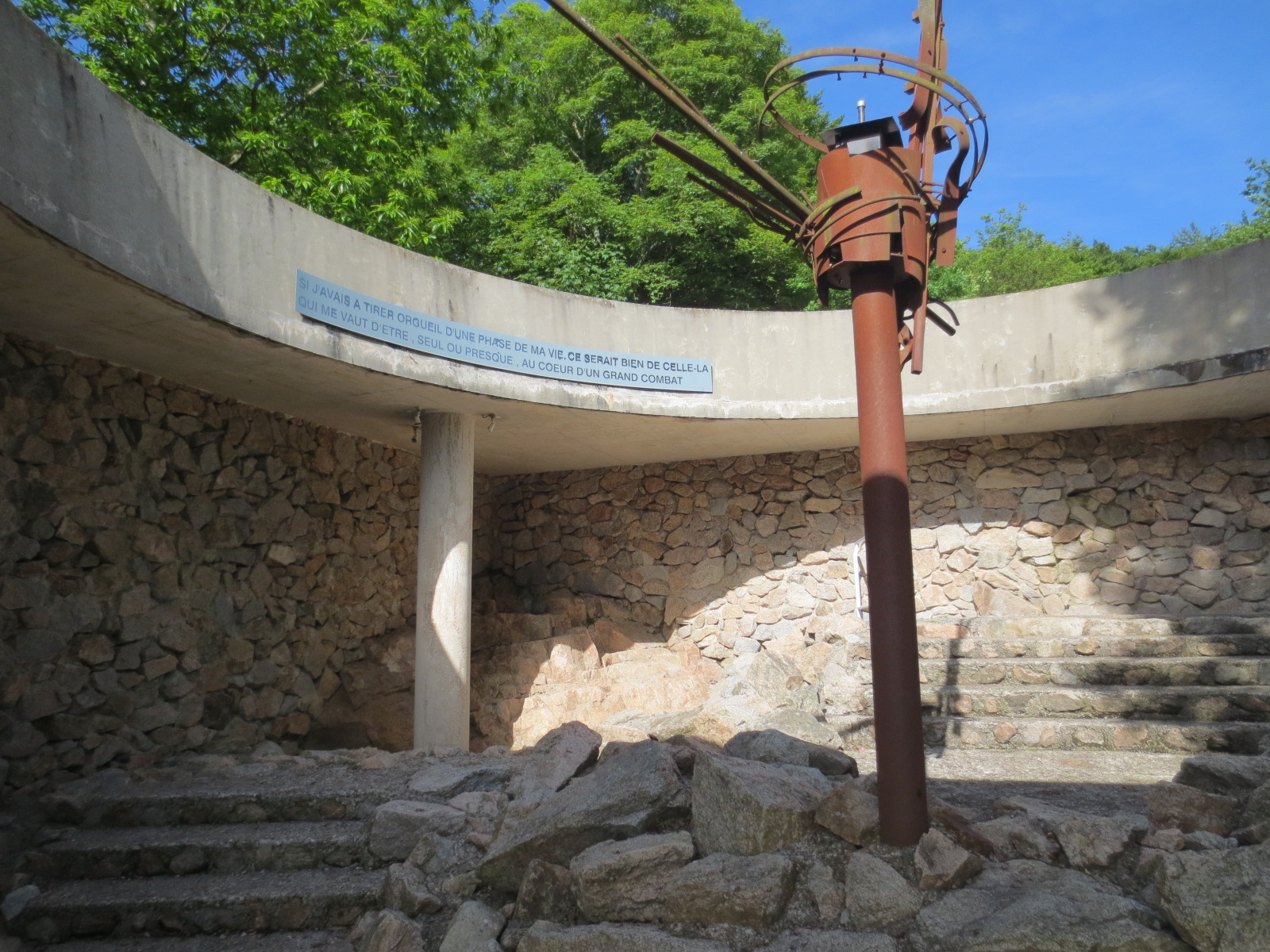
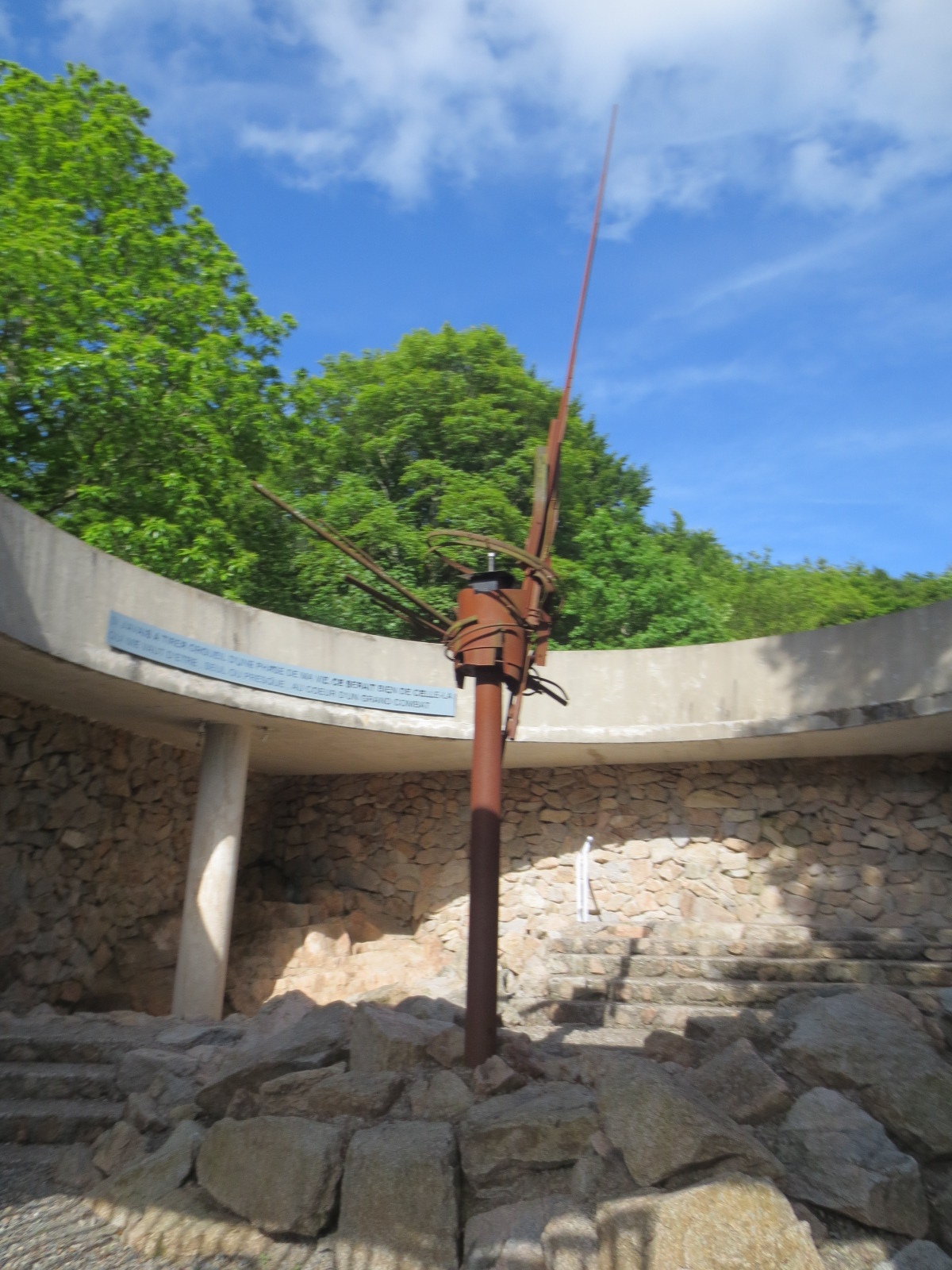
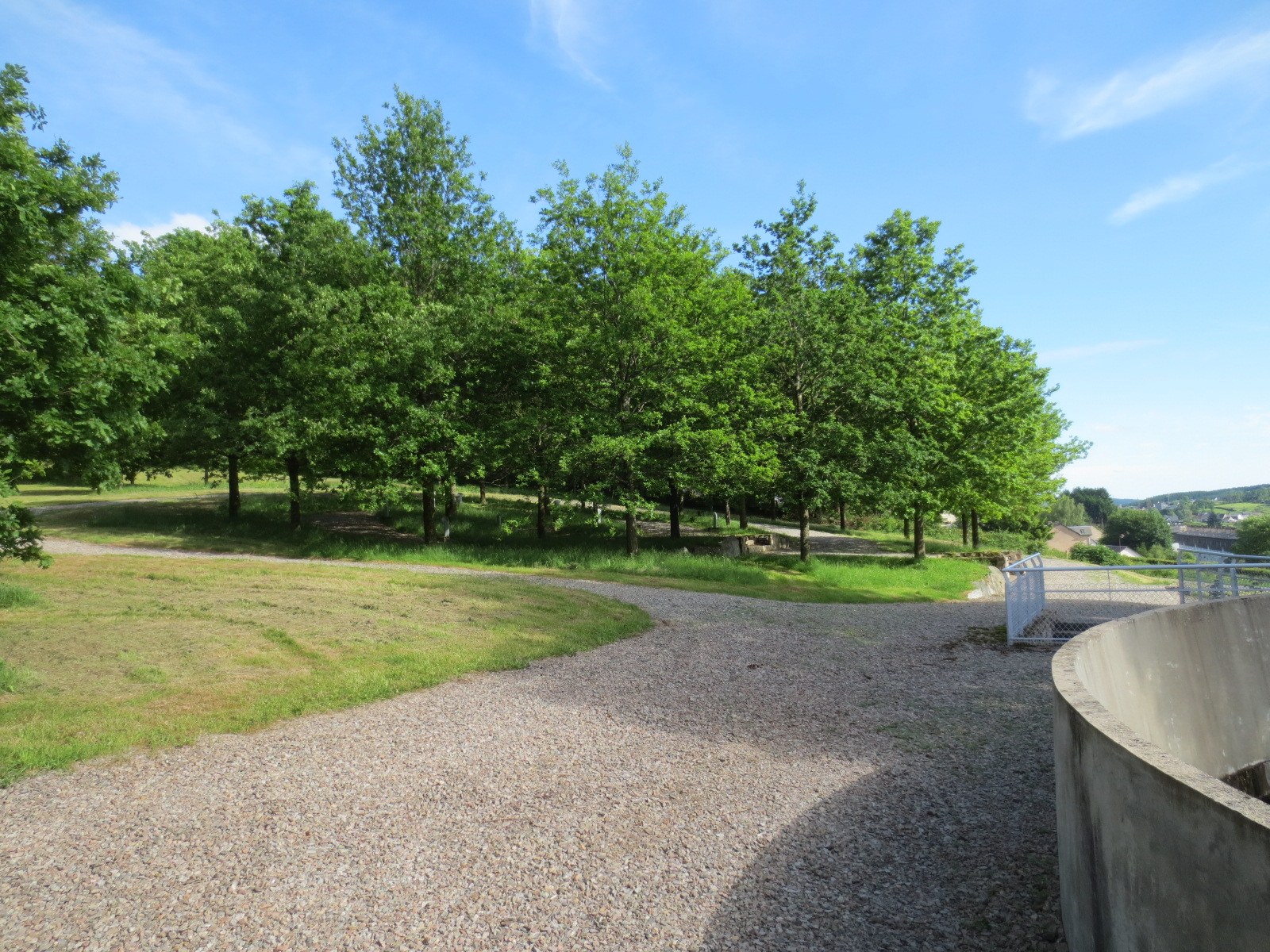
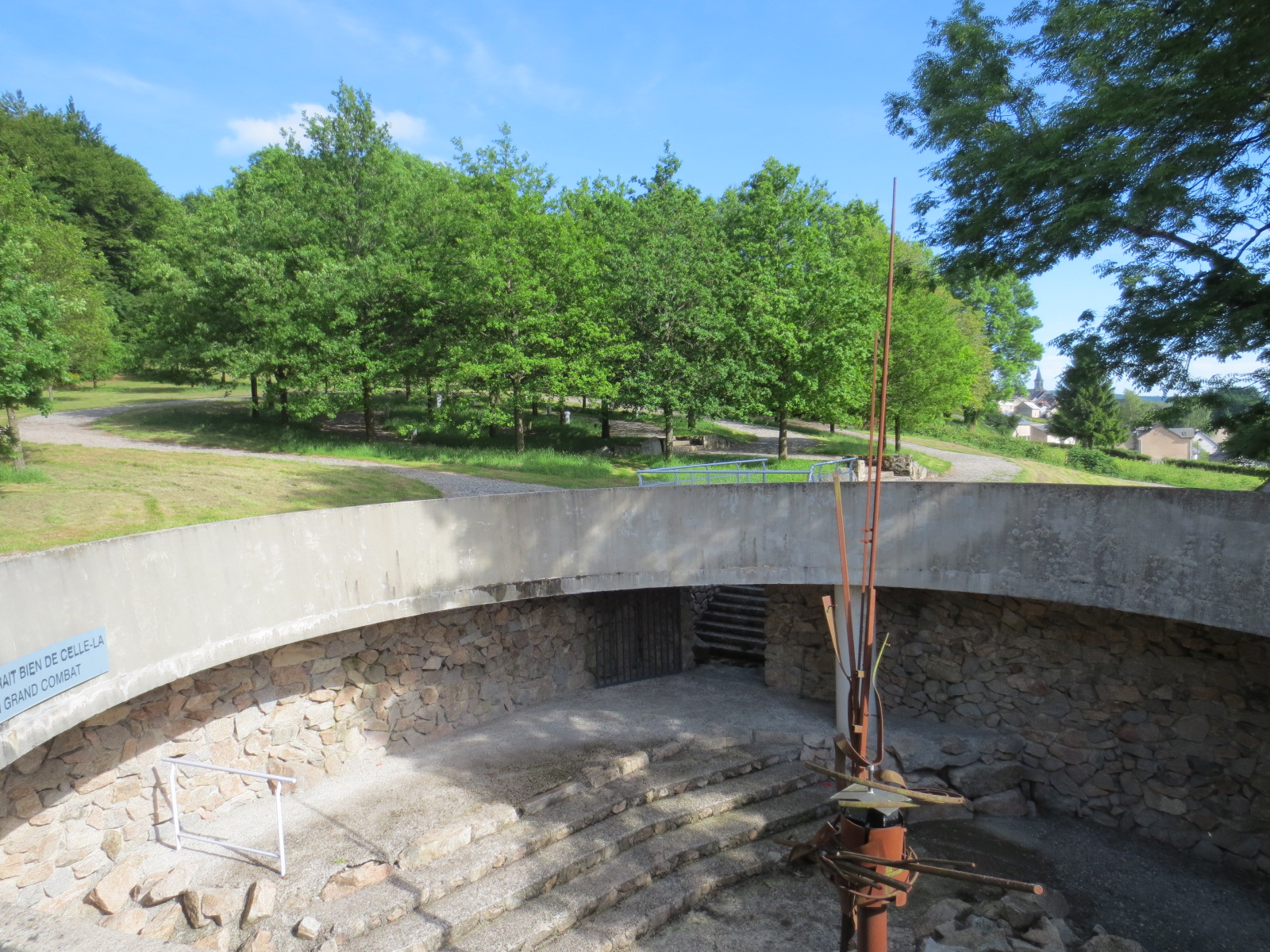
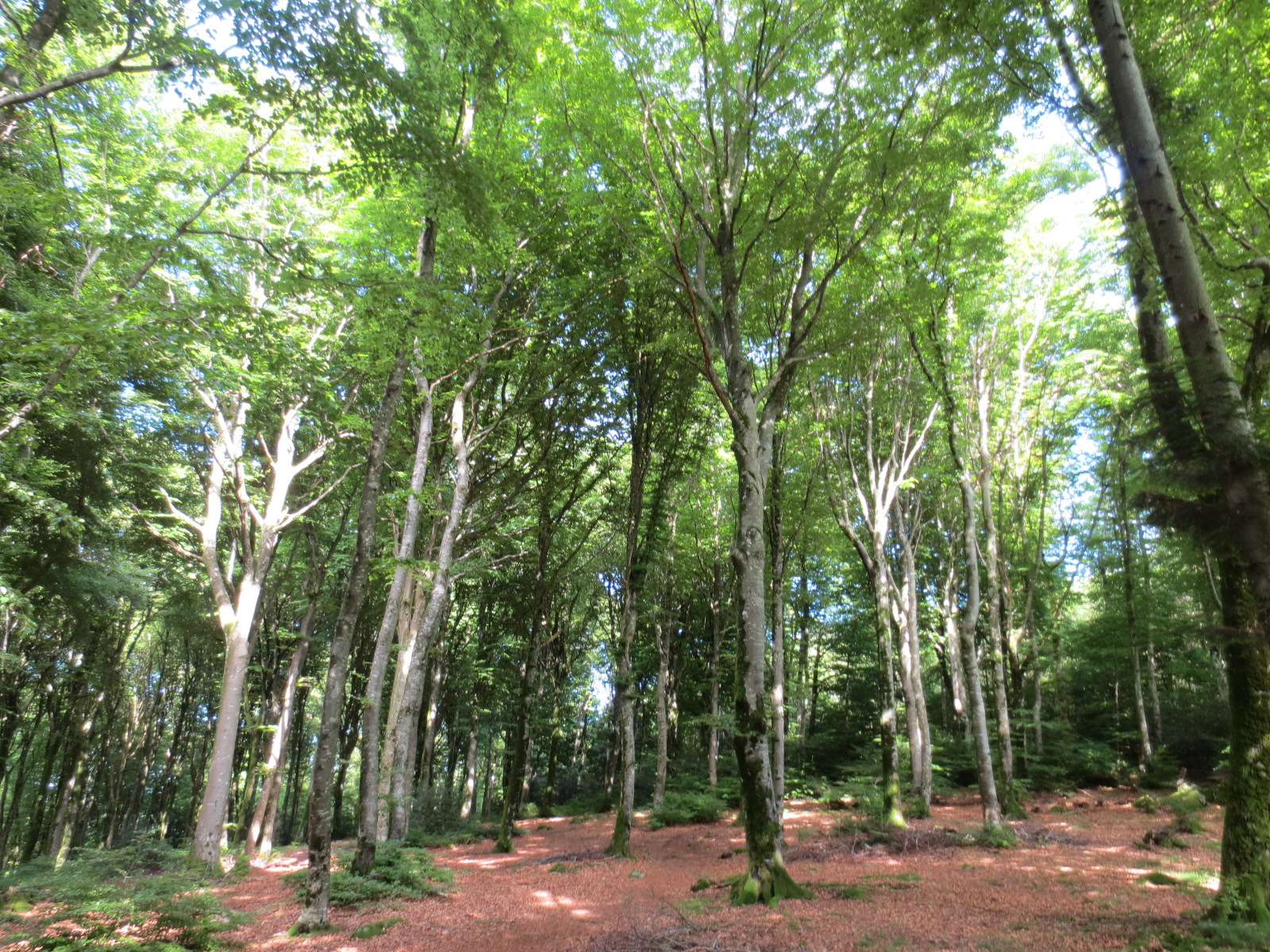
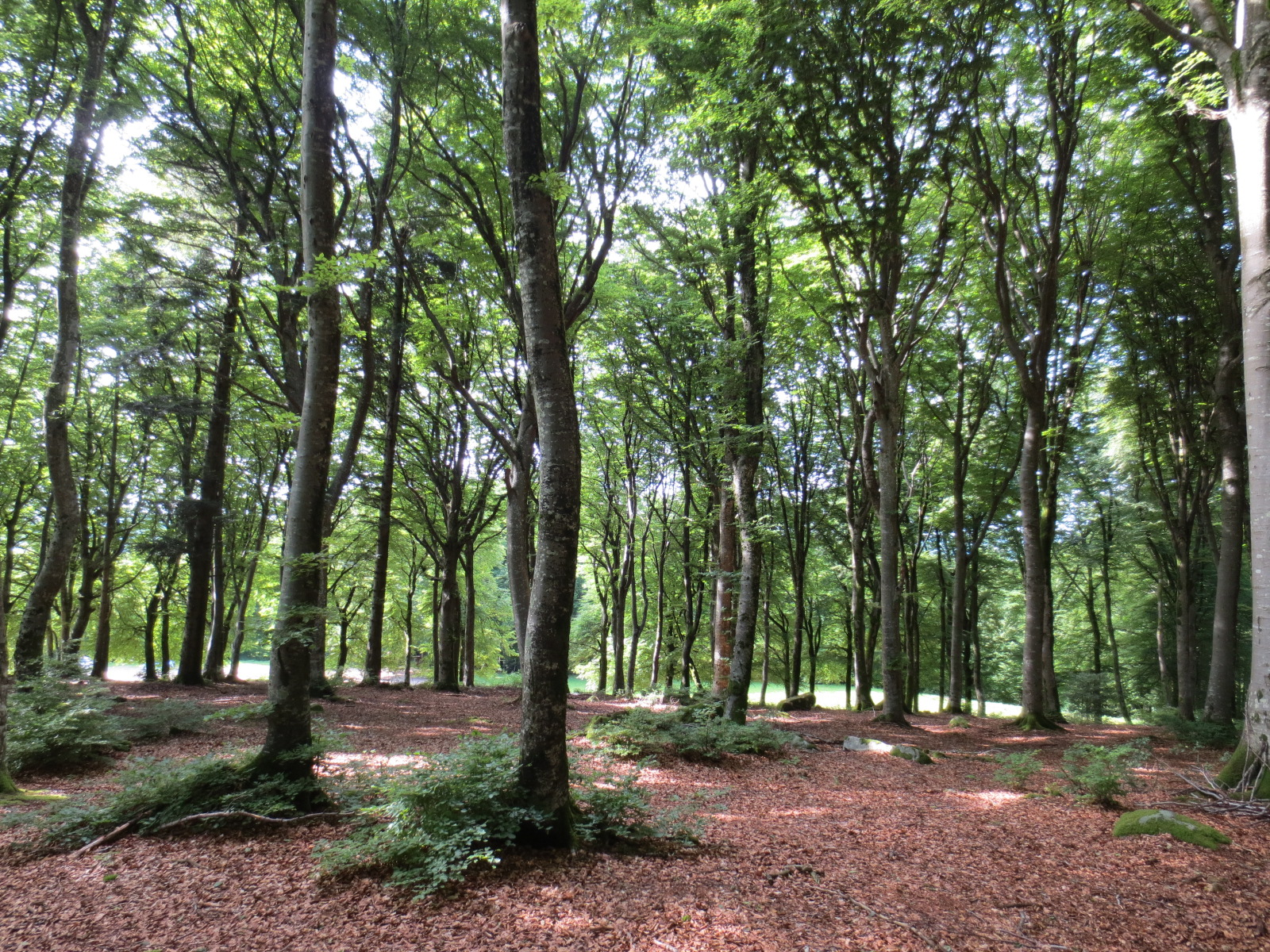
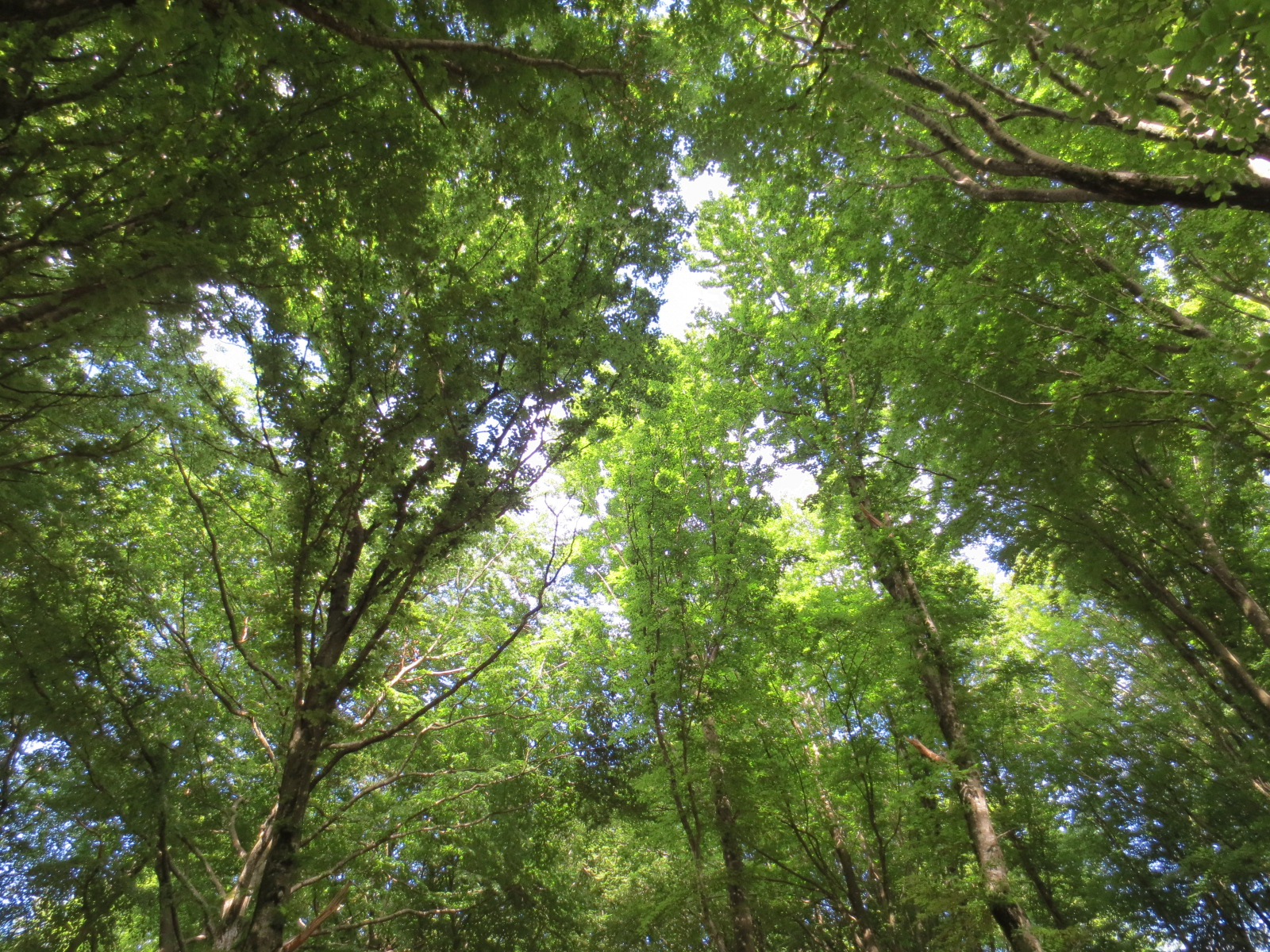
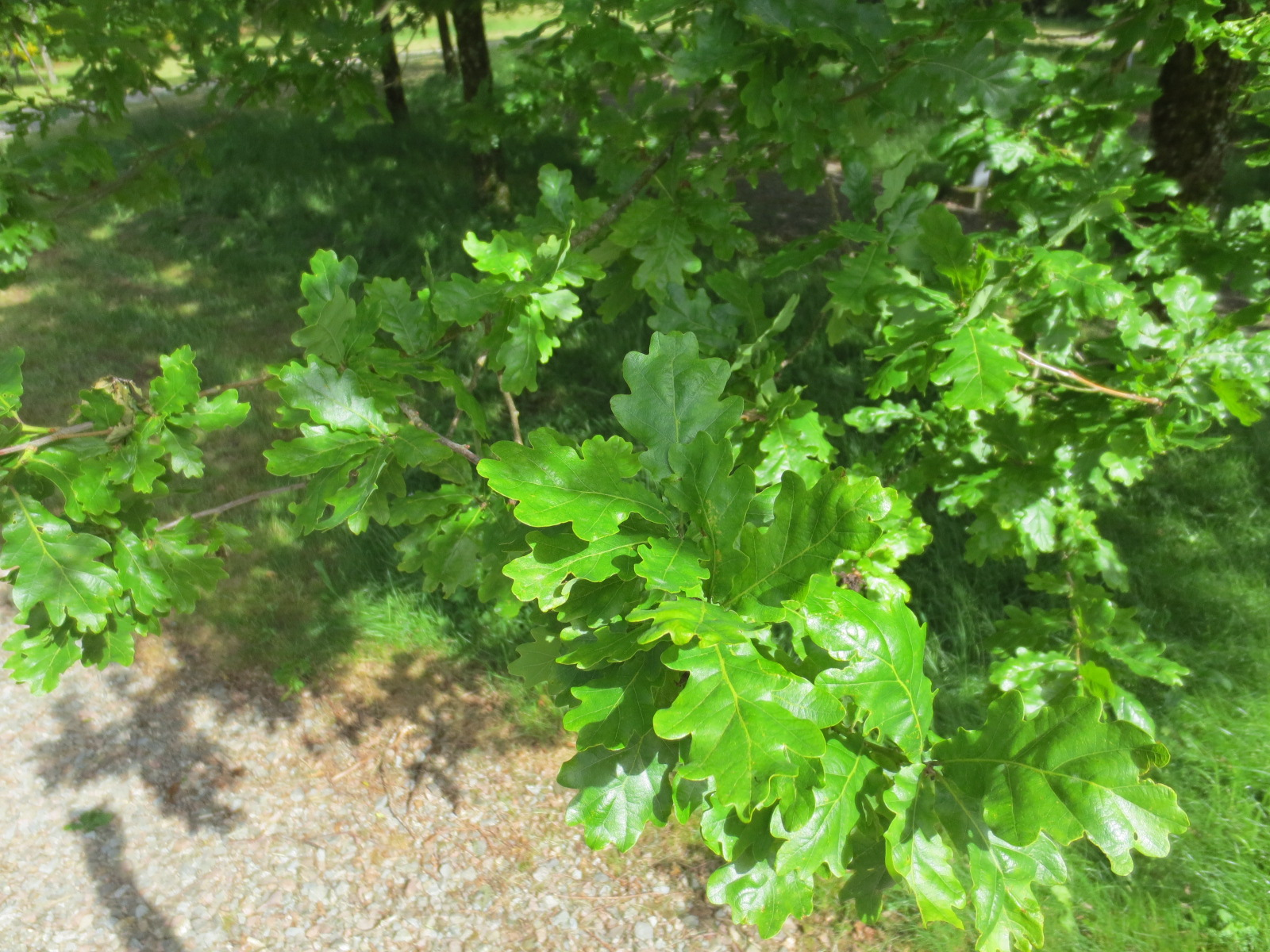

Un circuit François-Mitterrand de deux kilomètres et demi dans les rues et sur la promenade de Château-Chinon fait découvrir les liens entre l'ancien président de la République et sa ville d'adoption : « La Nièvre est le pays de ma vie » (François Mitterrand).